# Rožďalovice (zámek)
Barokní zámek v Rožďalovicích vznikl z renesanční stavby. Dnes je využíván jako domov pro seniory – sídlo zde má Domov Rožďalovice, poskytovatel sociálních služeb. 
Stavba je dvoupatrová a má pravidelný trojkřídlý tvar s výrazným centrálně umístěným portálem, který v interiéru ústí trojkřídlými schody.
Na místě zámku původně stávala tvrz, kterou však na začátku 17. století nahradila renesanční stavba zámku. Velká přestavba v pozdně barokním slohu proběhla po nákupu zámku Aloysií z Clamu a Janem Kryštofem z Clamu roku 1760. Za vlastnictví Lobkowiczů byla roku 1897 přistavěna věžička s hodinami. Od roku 1930 vlastnil zámek Rožďalovický akciový cukrovar, kterému byla budova konfiskována roku 1948.

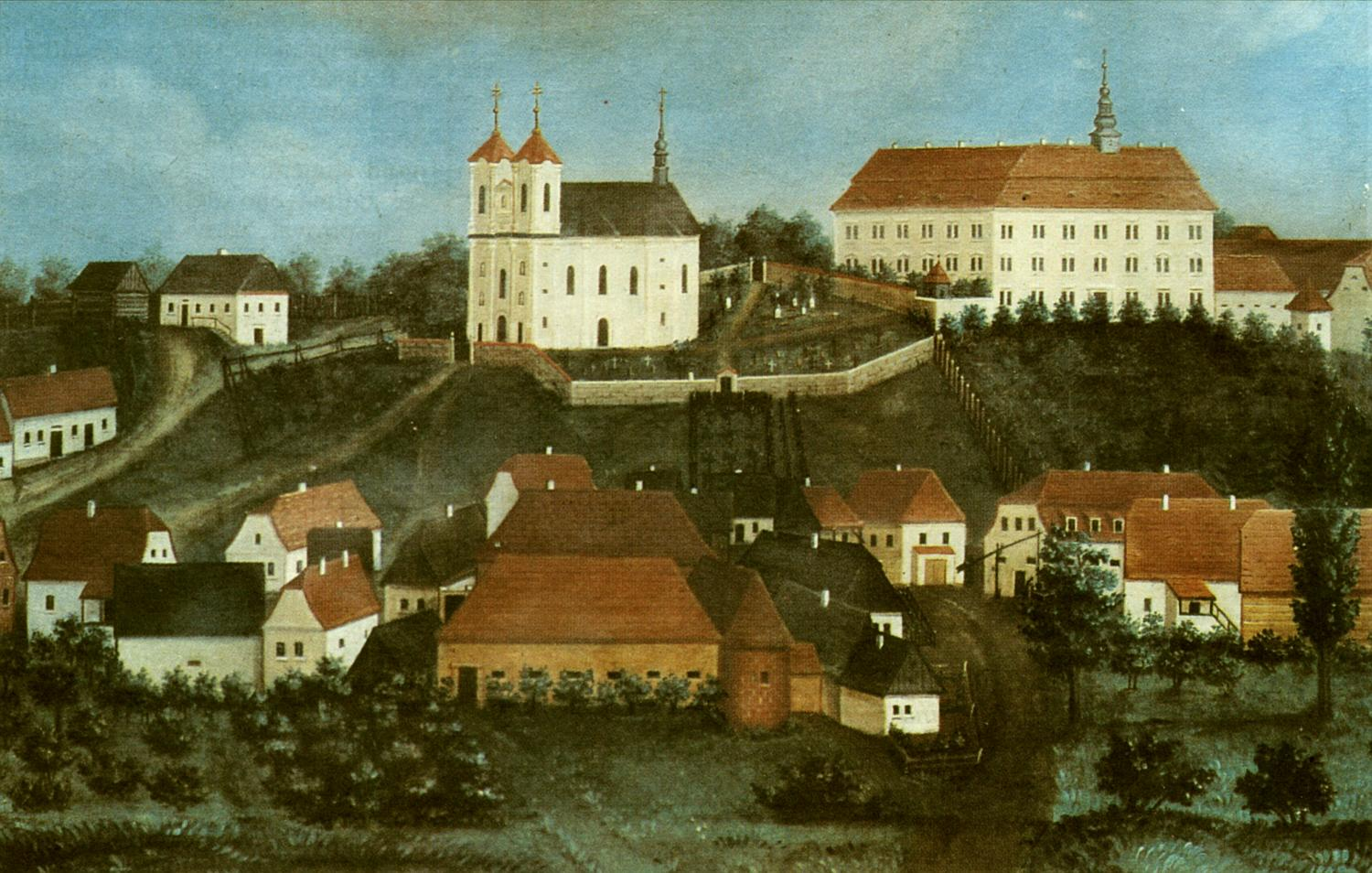